# Mirror's Edge (videojuego de 2010)
Mirror's Edge es un juego de plataformas de desplazamiento lateral desarrollado por IronMonkey Studios y publicado por Electronic Arts. Fue lanzado para iPad y iPhone en 2010, y para Windows Phone en 2012. El juego es una precuela del Mirror's Edge original, preparando la escena sobre los Runners y las corporaciones turbias de la ciudad. Recibió críticas muy positivas de los críticos.

## Jugabilidad
Mirror's Edge es un juego de plataformas de desplazamiento lateral donde el jugador debe controlar a la protagonista, Faith Connors, mientras navega por una ciudad. El juego actúa como una precuela del Mirror's Edge original, preparando la escena sobre Runners y las corporaciones turbias de la ciudad. Para avanzar en el juego, el jugador debe completar 14 niveles lo más rápido posible mientras supera a los oponentes controlados por la inteligencia artificial del juego. El jugador tiene la capacidad de correr, saltar, correr por la pared, deslizarse y usar tirolesas. Aunque Faith no puede usar armas, el jugador puede realizar ataques cuerpo a cuerpo y desarmar a los oponentes. Los registros se pueden cargar en tablas de clasificación en línea, donde los registros de otros jugadores se pueden descargar como fantasmas. Estas son grabaciones que muestran al jugador el camino que tomaron otros jugadores.
El juego incluye un modo multijugador de pantalla dividida, donde dos jugadores pueden competir entre sí en cualquiera de los niveles desbloqueados del juego. Otro modo multijugador, Rivals, consiste en que los jugadores recojan bolsas dentro de un límite de tiempo.

## Desarrollo y lanzamiento
Mirror's Edge fue desarrollado por IronMonkey Studios, un estudio de videojuegos con sede en Melbourne, Australia. El juego se anunció originalmente el 2 de diciembre de 2009 para iPhone y estaba previsto que se lanzara en enero de 2010, pero se retrasó para que los desarrolladores pudieran agregar más contenido y hacer ajustes adicionales. Más tarde se decidió que el juego se lanzaría por primera vez el 1 de abril de 2010, para el lanzamiento del iPad. Finalmente, se lanzó una versión para iPhone el 2 de septiembre de 2010. Aunque ambas versiones son esencialmente el mismo juego, la versión para iPhone no incluye un modo multijugador. Se lanzó otra versión para Nokia Lumia Windows Phones el 13 de julio de 2012. En 2015, el juego se eliminó de la App Store porque no es compatible con versiones de iOS posteriores a la 7.1.2.

## Recepción
Mirror's Edge recibió críticas muy positivas de los críticos, que con frecuencia lo compararon con Canabalt. IGN consideró Mirror's Edge como uno de los mejores juegos de lanzamiento para iPad, mientras que Eurogamer lo describió como una "hermosa interpretación 2.5D" del original, alabando sus controles intuitivos y las fluidas animaciones de Faith. Al revisar la versión para iPhone, el editor de Kotaku, Luke Plunkett, criticó la corta duración del juego debido a la falta de un modo multijugador, afirmando que el juego se puede terminar en media hora, pero sin embargo elogió sus controles simples y receptivos. También elogió los gráficos por sus texturas nítidas y coloridas, especialmente cuando el juego se juega en dispositivos iPhone 4 o iPod Touch 4. En noviembre de 2010, el juego ha vendido más de 37.000 copias.
1. 1 2 3 4 5 6 7  Reed, Kristan (10 de junio de 2010). «Mirror's Edge for iPad». Eurogamer (en inglés). Consultado el 27 de noviembre de 2020.
2. 1 2  Mirror's Edge iPad Review - IGN (en inglés), consultado el 27 de noviembre de 2020.
3. ↑  Spencer, Spanner. «IronMonkey Studios allegedly acquired by EA». pocketgamer.biz. Consultado el 27 de noviembre de 2020.
4. ↑  «Mirror's Edge Running Straight To The iPhone». Kotaku (en inglés estadounidense). Consultado el 27 de noviembre de 2020.
5. ↑  Mirror's Edge Delayed - IGN (en inglés), consultado el 27 de noviembre de 2020.
6. ↑  5 EA Games for iPad Launch - IGN (en inglés), consultado el 27 de noviembre de 2020.
7. ↑  Brown, Mark. «Mirror’s Edge out for iPhone at midnight tonight». www.pocketgamer.com (en inglés). Consultado el 27 de noviembre de 2020.
8. 1 2 3  «Mirror's Edge iPhone Review: Free As A Bird». Kotaku (en inglés estadounidense). Consultado el 27 de noviembre de 2020.
9. ↑  «Mirror's Edge released exclusively on Xbox Live for Lumia Windows Phones». Windows Central. 13 de julio de 2012. Consultado el 27 de noviembre de 2020.
10. ↑  «Some EA games are being removed from the App Store». web.archive.org. 1 de noviembre de 2015. Archivado desde el original el 1 de noviembre de 2015. Consultado el 27 de noviembre de 2020.
11. ↑  «Mirror's Edge». Metacritic (en inglés). Consultado el 27 de noviembre de 2020.
12. ↑  «Mirror's Edge». www.pocketgamer.com (en inglés). Consultado el 27 de noviembre de 2020.
13. ↑  «ORDER DENYING MOTION FOR PRELIMINARY INJUNCTION by Judge Alsup denying 16 Motion for Preliminary Injunction for Edge Games, Inc. v. Electronic Arts Inc., :». Justia Dockets & Filings (en inglés). Consultado el 27 de noviembre de 2020.